# Pielyhueso
Pielyhueso fue una banda de rock de Madrid, España. En grupo no dio ningún comunicado de disolución, pero cesó su actividad en el año 2015.

## Historia

### Formación
La banda se formó en Madrid, en el 2006, tres años después de que Augusto Hernández, ex-bajista del grupo de heavy metal Hamlet abandonase la agrupación tras estar en ella 15 años. Augusto quería crear una banda en la que ser guitarrista y vocalista, además de continuar componiendo; después se unió, primero Dani Criado, exmiembro de XXL y Skizoo, como bajista, y después Iván Ramírez, ex-Ebony Ark, como batería. Ramírez sería, poco después, batería de Skizoo. Para los directos contaron con la incorporación de un segundo guitarra, Manu Perrino, miembro fundador de Lex Makoto.

### Origen del nombre
En una entrevista, Augusto Hernández dijo lo siguiente acerca del origen del nombre de la banda:

La verdad es que me ha llevado 2 años encontrar un nombre con el que quedarme. No se cómo surgió, pero lo planteé en el local un buen día y todos estuvieron de acuerdo. Esa es la mejor señal para mí, así que se quedó. Lo veo más por el lado de la entrega, de la dedicación, del amor por la música, desde la piel hasta el hueso, bien hondo.

## Discografía
- Pielyhueso (demo) - 2006
- Siempre nos queda morder (EP) - 2013

## Miembros
- Augusto Hernández (guitarra, voces).
- Dani Criado (bajo).
- Iván Ramírez (batería)
- Manu Perrino (segunda guitarra en conciertos).